# Stowarzyszenie Enochian
Stowarzyszenie Enochian (ang. International Association of Bicentenary Family Companies (The Henokiens). franc. Les Hénokiens,  Association d'entreprises familiales et bicentenaires) – utworzone w 1981 roku światowe stowarzyszenie firm rodzinnych, które liczą minimum 200 lat.

## Opis
Stowarzyszenie zrzesza obecnie (stan na 2020 r.) 50 firm członkowskich z: Francji (15 firm), Włoch (11), Japonii (10), Niemiec (5), Szwajcarii (3), Holandii (2),  Belgii (2),  Wielkiej Brytanii (1), Austrii (1).
Kryteria przyjęcia do stowarzyszenia:
- trwała własność jednej rodziny przez minimum 200 lat. Rodzina musi być właścicielem bądź większościowym udziałowcem;
- jeden z członków rodziny założycieli musi nadal zarządzać spółką lub być członkiem zarządu;
- firma musi być w dobrej kondycji finansowej;
- nowoczesność i solidność[2].

Celem stowarzyszenia jest pozyskiwanie członków z całego świata wokół koncepcji rodzinnej firmy jako realnej alternatywy wobec przedsiębiorstw wielonarodowych.
Członkowie nie wymieniają między sobą usług, wymieniają tylko pomysły.
Na pomysł utworzenia stowarzyszenia wpadł w 1981 roku Gérard Glotin, ówczesny szef firmy Marie Brizard et Roger International, produkującej wyroby alkoholowe (w tym słynną anyżówkę) od 1755 roku. Twórcami firmy byli Marie Brizard i jej siostrzeniec, Jean-Baptiste Roger.
Nazwa Henokiens pochodzi od biblijnego patriarchy Enocha (Henocha, Henoka), który żył przed potopem i miał mieć 365 lat, kiedy wstąpił do nieba, nie umierając.
Po roku poszukiwań Gerard Glotin, z pomocą 164 izb handlowych różnych krajów i 25 ambasad, zidentyfikował 74 firmy, z których wybrał 30. Pierwsze spotkanie miało miejsce w Bordeaux w 1981 roku. Od tego czasu członkowie Stowarzyszenia spotykają się co roku, za każdym razem w innym kraju.
Do Stowarzyszenia należą m.in.: Banque Lombard Odier & Cie SA, Beretta, Hōshi, Louis Latour, J.D. Neuhaus GmbH.

## Lista członków Stowarzyszenia

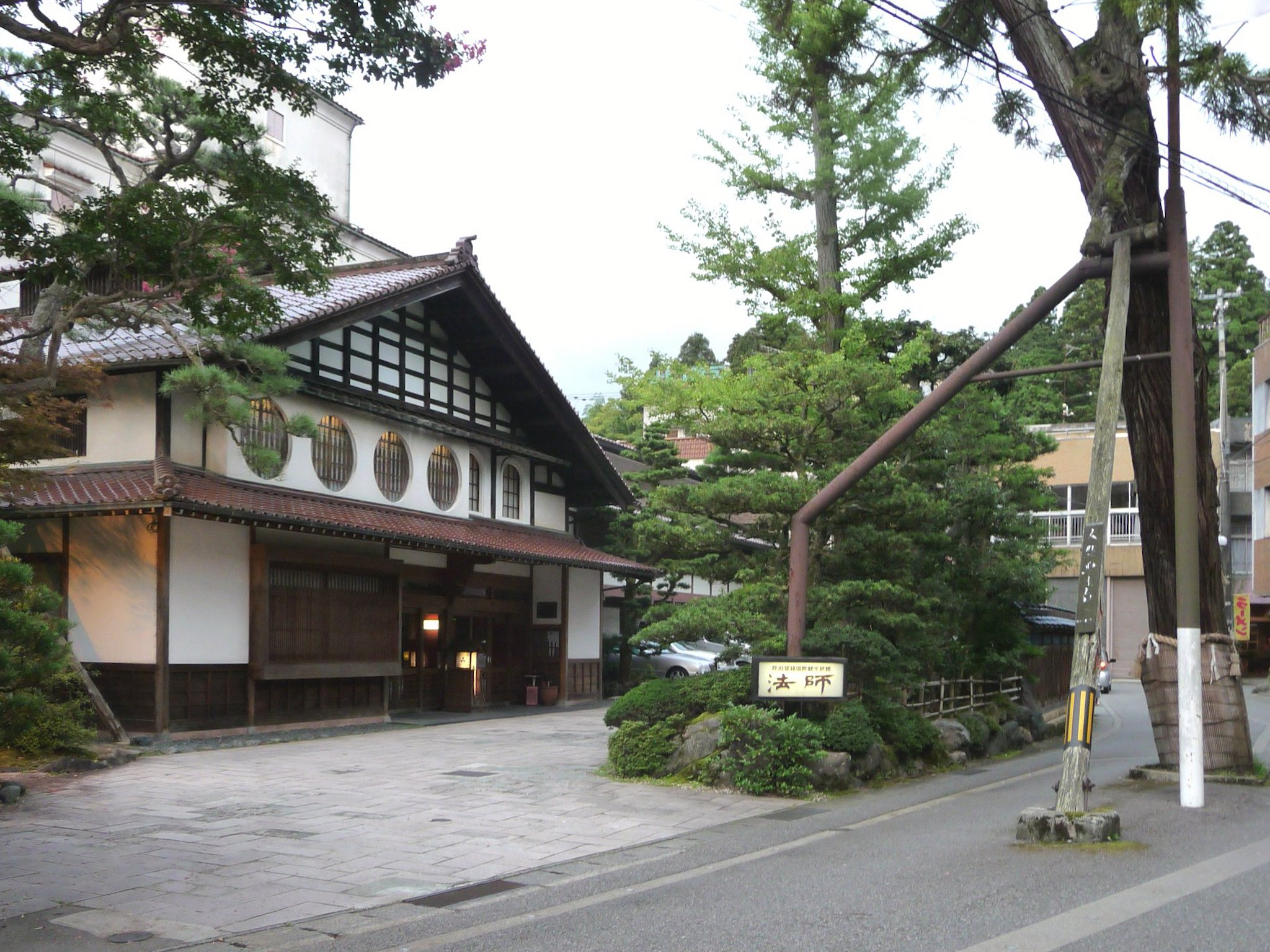
Hōshi Ryokan w japońskiej prefekturze Ishikawa – najstarsza firma rodzinna świata, zał. w 718 r.

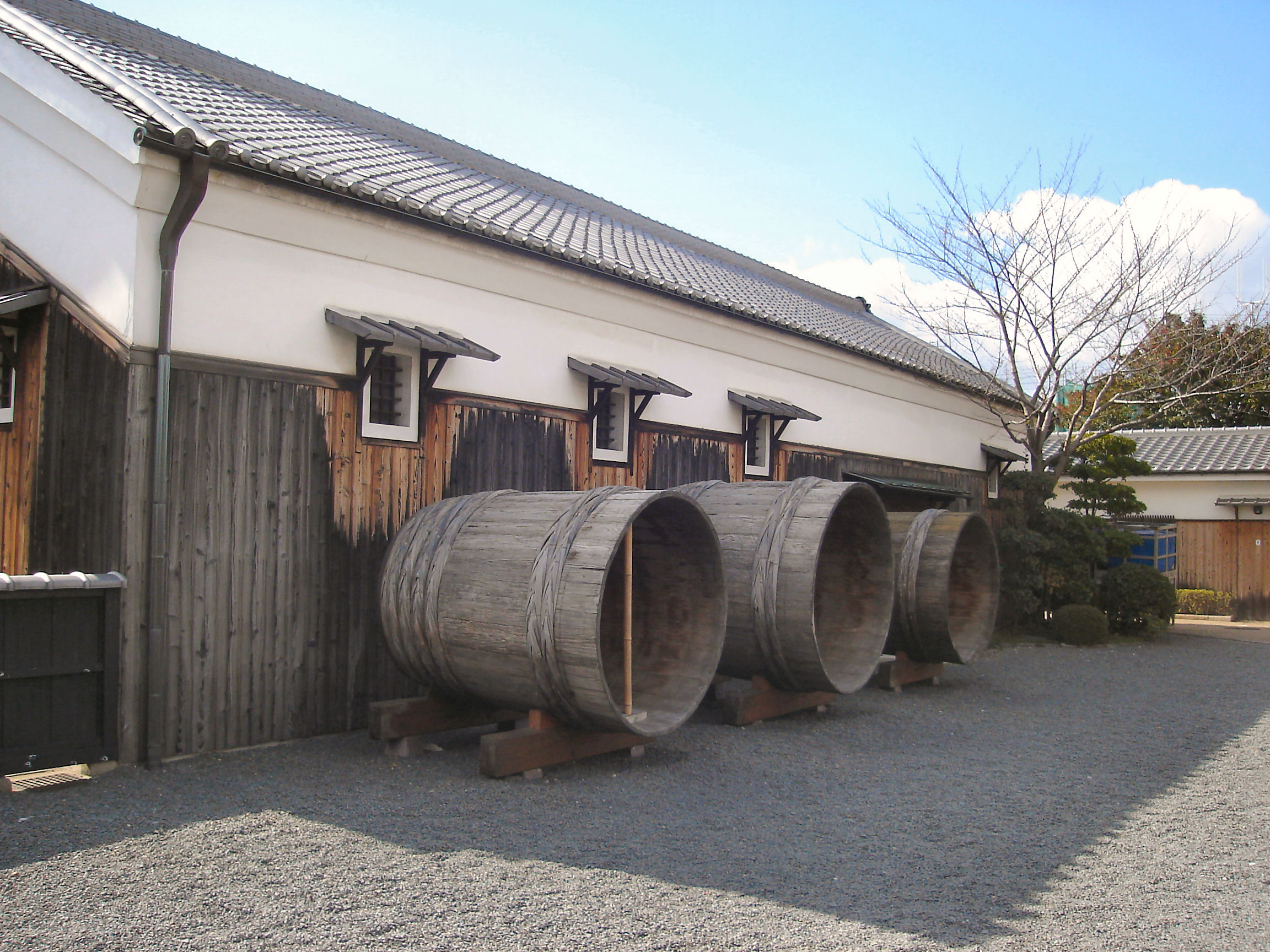
Muzeum firmy Gekkeikan – producenta sake od 1637 r.

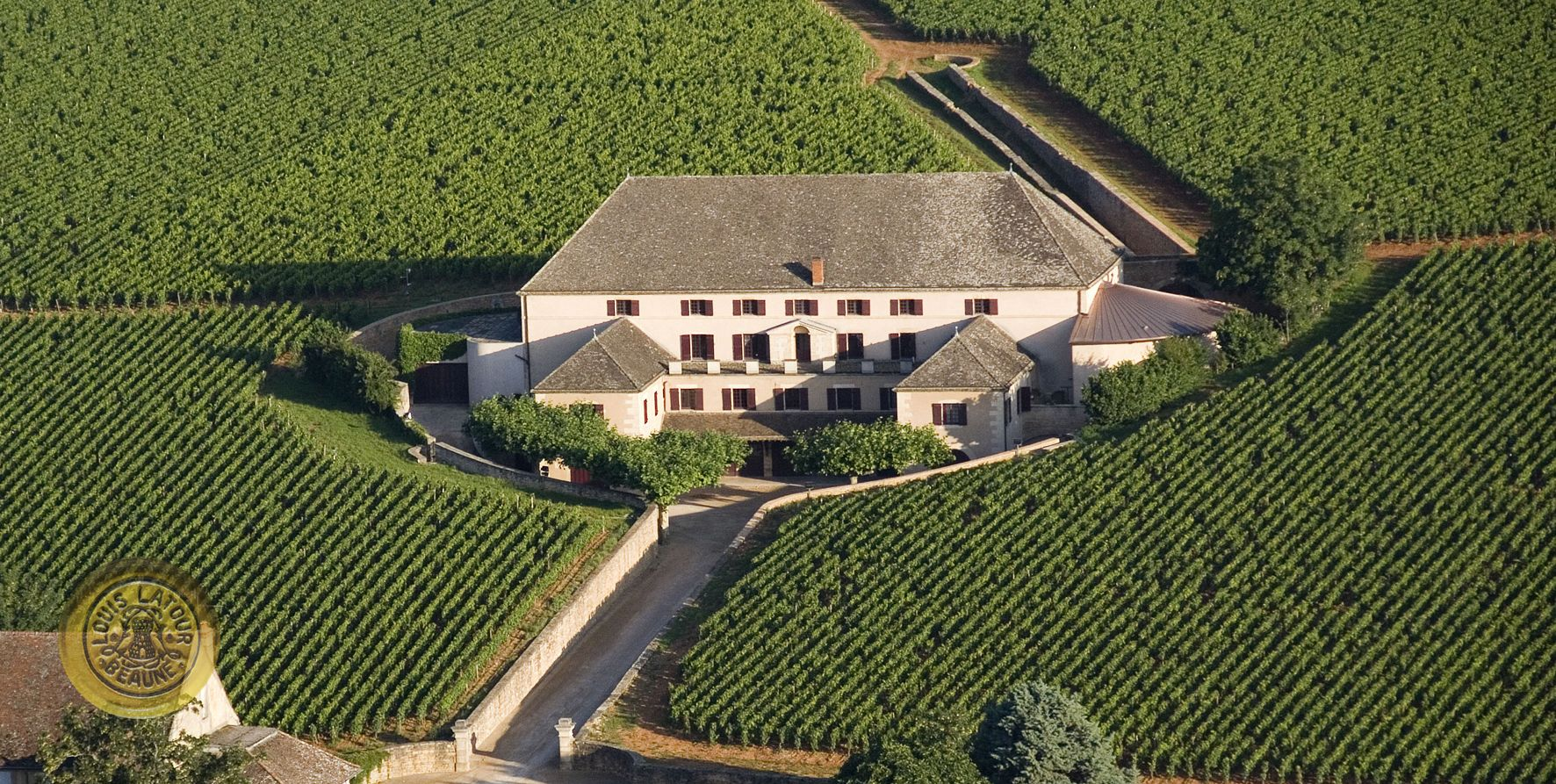
Louis Latour – winnice w Aloxe-Corton

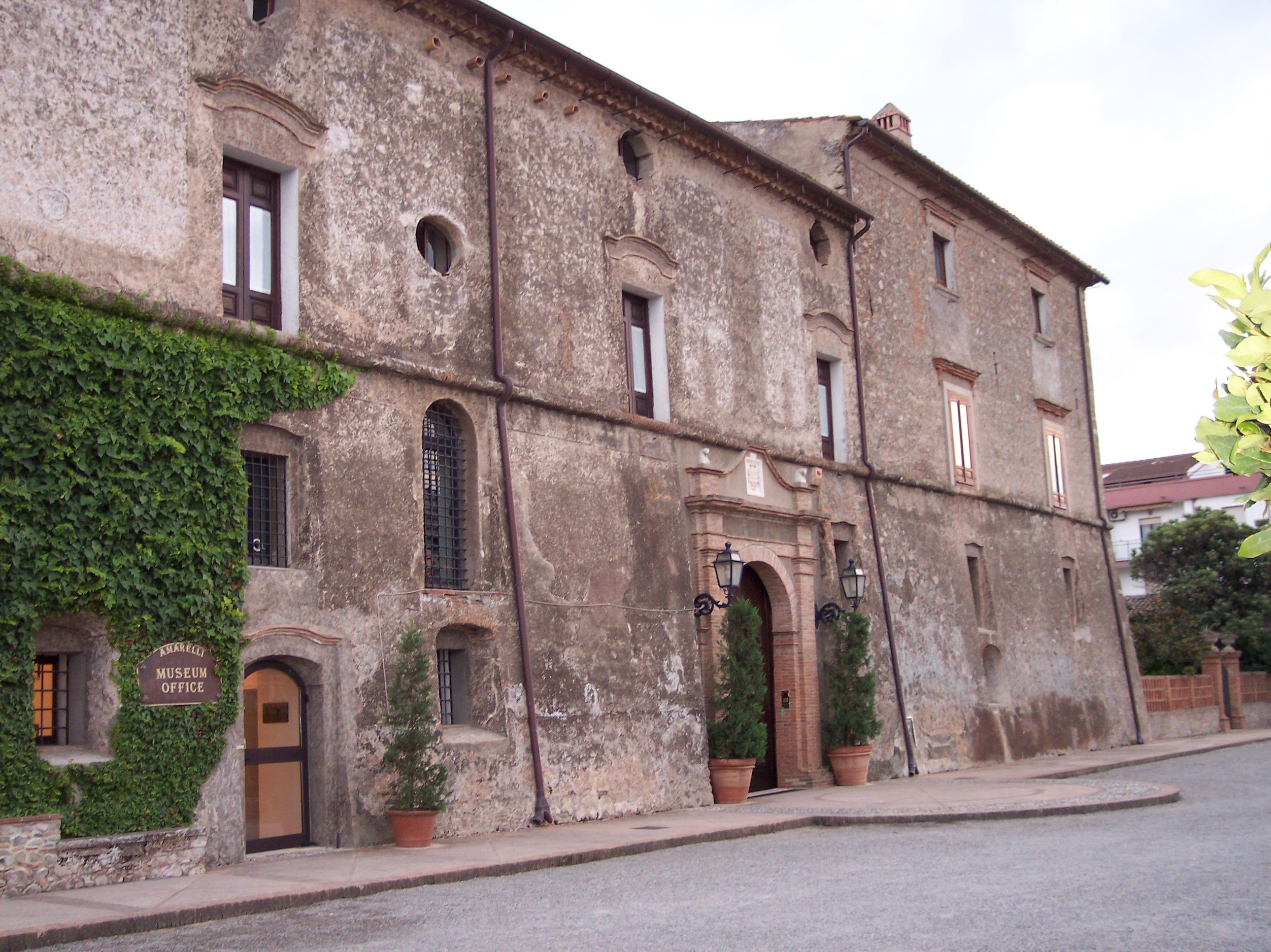
Muzeum Amarelli w Rossano

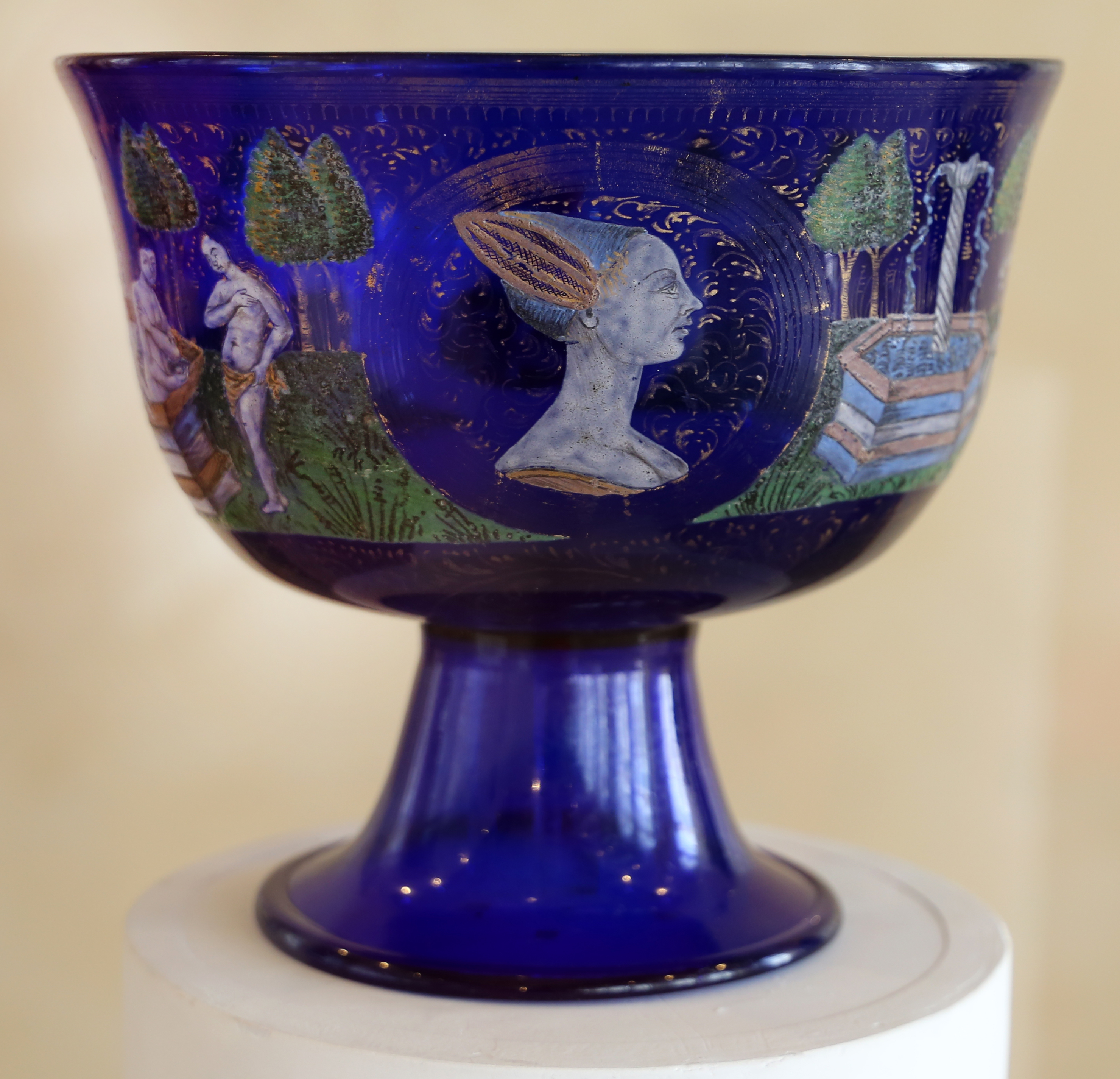
Puchar Barovier

## Lista członków Stowarzyszenia[6]
| Nazwa firmy                                | Rok założenia firmy |
| ------------------------------------------ | ------------------- |
| Ryokan Hōshi (Japonia)                     | 718                 |
| Barovier & Toso (Włochy)                   | 1295                |
| Fabbrica d’Armi Pietro Beretta (Włochy)    | 1526                |
| Toraya (Japonia)                           | XVI w.              |
| Mellerio Dits Meller (Francja)             | 1613                |
| Cartiera Mantovana (Włochy)                | 1615                |
| Augustea (Włochy)                          | 1629                |
| Gekkeikan (Japonia)                        | 1637                |
| Van Eeghen Group (Niderlandy)              | 1662                |
| Hugel & Fils (Francja)                     | 1639                |
| Vitale Barberis Canonico (Włochy)          | 1663                |
| Friedr. Schwarze (Niemcy)                  | 1664                |
| Okaya (Japonia)                            | 1669                |
| C. Hoare & Co (Wielka Brytania)            | 1672                |
| Viellard Migeon & Cie (Francja)            | 1679                |
| Sfco (Ancienne Maison Gradis) (Francja)    | 1685                |
| De Kuyper Royal Distillers (Niderlandy)    | 1695                |
| Akafuku (Japonia)                          | 1707                |
| Möllergroup (Niemcy)                       | 1730                |
| Amarelli (Włochy)                          | 1731                |
| Fratelli Piacenza (Włochy)                 | 1733                |
| Gebr. Schoeller-Anker (Niemcy)             | 1733                |
| Stabilimento Colbachini (Włochy)           | 1745                |
| J.D. Neuhaus (Niemcy)                      | 1745                |
| Monzino (Włochy)                           | 1750                |
| Jean Roze (Francja)                        | 1756                |
| Lanificio G.B. Conte (Włochy)              | 1757                |
| Editions Henry Lemoine (Francja)           | 1772                |
| Giobatta & Piero Garbellotto (Włochy)      | 1775                |
| Ditta Bortolo Nardini (Włochy)             | 1779                |
| Descours & Cabaud (Francja)                | 1782                |
| Confetti Mario Pelino (Włochy)             | 1783                |
| Banque Hottinguer (Francja)                | 1786                |
| Pollet Sa (Belgia)                         | 1788                |
| Revol Porcelaine (Francja)                 | 1789                |
| Banque Lombard Odier & Cie Sa (Szwajcaria) | 1796                |
| Louis Latour (Francja)                     | 1797                |
| D'ieteren (Belgia)                         | 1805                |
| Pictet & Cie (Szwajcaria)                  | 1805                |
| Thiercelin (Francja)                       | 1809                |
| Etablissements Peugeot Freres (Francja)    | 1810                |